# Let Go (album de Revolver)
Pour les articles homonymes, voir Let Go.
Albums de Revolver
Music for a While
(12 décembre 2011)
Let Go est le deuxième album du groupe français Revolver sorti le 12 mars 2012 chez Delabel/EMI,,. Il fait suite à deux EP : Parallel Lives et Wind Song sortis en 2011,. Lors de sa sortie le disque est classé à la seizième place des ventes d'albums. Wind Song est le premier single de l'album.

## Pistes
| 1.          | Let's get together        | 3 min 36 s |
| 2.          | The letter                | 3 min 33 s |
| 3.          | When you're away          | 3 min 22 s |
| 4.          | Losing you                | 3 min 17 s |
| 5.          | Wind song                 | 3 min 17 s |
| 6.          | Still                     | 4 min 11 s |
| 7.          | Cassavetes                | 3 min 46 s |
| 8.          | 49 States                 | 3 min 06 s |
| 9.          | Parallel lives            | 4 min 06 s |
| 10.         | Brothers                  | 3 min 13 s |
| 11.         | My lady I                 | 3 min 24 s |
| 12.         | Let go                    | 3 min 17 s |
| 13.         | My old self (titre bonus) | 4 min 18 s |
| 46 min 26 s |                           |            |